# Panicum petilum
Panicum petilum är en gräsart som beskrevs av Jason Richard Swallen. Panicum petilum ingår i släktet vipphirser, och familjen gräs. Inga underarter finns listade i Catalogue of Life.